# Pedro de Sousa, 1.º Senhor de Prado
Pedro de Souza (Senábria, c. 1430 -  1507), também podendo ser referido como Pêro de Souza ou Pero Martins de Souza Chichorro, foi um nobre português, fidalgo do Conselho, alcaide-mor de Outeiro de Miranda e de Sanábria, que atualmente se situa na Galiza, na Espanha. 
Em 15 de agosto de 1475 foi designado pelo Rei de Portugal e Algarves Afonso V de Portugal como 1º senhor do Prado nesta família, senhorio (e depois título de conde do Prado) que acabou por, nas genealogias, denominar abusivamente todos os Souza descendentes de Martim Afonso Chichorro.
É o avô paterno do famoso fundador de São Vicente, no Brasil colonial, e depois governador da Índia portuguesa, Martim Afonso de Sousa.

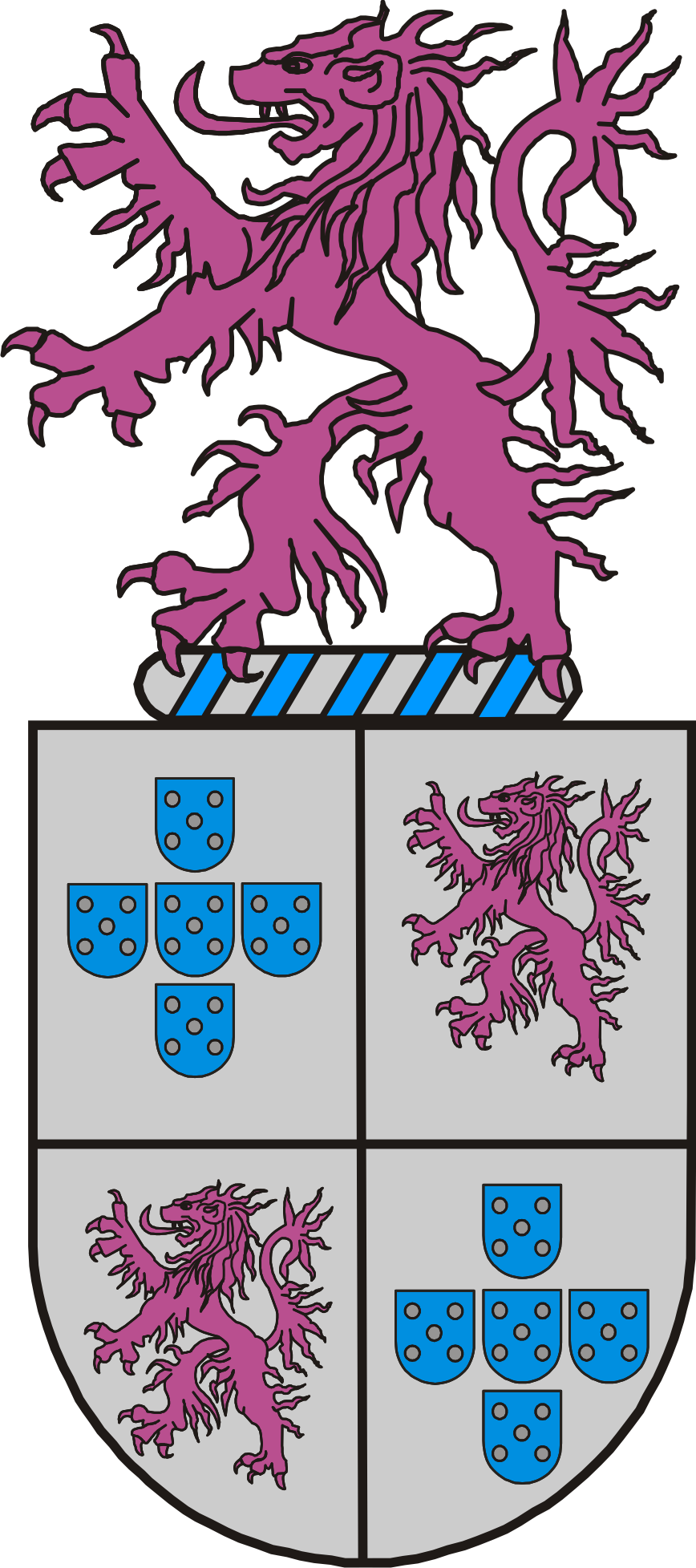
Brasão da Família Souza-Prado

## Relações familiares
Filho segundogénito de Martim Afonso de Sousa, o Cavalheiro da Casa Real com Violante Lopes de Távora (o primogénito, Fernão de Sousa, foi senhor de Gouveia e da honra de Barbosa), casou-se com Maria Pinheira (c. 1441-c. 1516), filha do Dr. Pedro Esteves e de Isabel Pinheiro, com quem teve:
- Lopo de Sousa, 2º senhor do Prado
- João de Souza

## Títulos
- Dom
- Senhor do Prado
- Alcaide-mor de Outeiro de Miranda
- Alcaide-mor de Sanábria